# Acantosis
La acantosis es un trastorno cutáneo caracterizado por hiperplasia epidérmica difusa (engrosamiento de la piel). Esto implica un mayor espesor de la capa de Malpighi o estrato espinoso, que en la mayoría de los casos se asocia con un aumento del número de queratinocitos. 
Es típica de las áreas del cuerpo forzadas a una fricción prolongada, como los pies o alrededor de los genitales.

## Presentaciones
Su forma más común es la acantosis nigricans, una variante que se caracteriza por una presencia pigmentada y que puede ser señal de algún tipo de disfunción en algún órgano, generalmente del tracto digestivo.